# LesArt – Berliner Zentrum für Kinder- und Jugendliteratur

Das LesArt-Logo (Ursprünglicher Entwurf: Peter Becker)

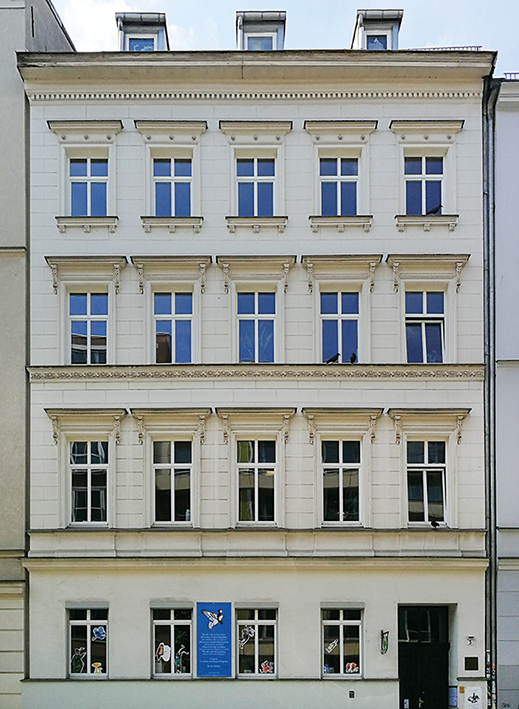
Das LesArt-Haus in der Weinmeisterstraße 5

LesArt, das Berliner Zentrum für Kinder- und Jugendliteratur, ist eine öffentliche Institution der Kulturförderung des Landes Berlin.
Das Literaturhaus für Kinder und Jugendliche befindet sich in der Weinmeisterstraße 5 in Berlin-Mitte und gehört zu den fünf öffentlich geförderten Literaturhäusern Berlins.

## Hintergrund
Trägerverein von LesArt ist die am 23. Mai 1990 gegründete Gemeinschaft zur Förderung von Kinder- und Jugendliteratur (e.V.). Ziel des Vereins ist es, „...Lesen als eine Voraussetzung für eine kulturvolle Entwicklung jedes Menschen zu fördern“ (Satzung). Mitglieder des Vereins sind Literaten und Literaturvermittler (Autoren, Illustratoren, Lektoren, Bibliothekare, Lehrer, Wissenschaftler und Studenten).

## Konzept
LesArt entwickelt seit dem 2. April 1993 (Hans-Christian-Andersen-Tag) unter Einbeziehung aller Künste und Medien kreative Modelle zur literarisch-ästhetischen Bildung. Diese gehen von kindlichen bzw. jugendlichen Lebens-, Lese- und Bilderfahrungen aus.
Die Veranstaltungen orientieren sich neben der Vermittlung klassischer Stoffe an den im Rahmen des Deutschen Jugendliteraturpreises nominierten oder prämierten Büchern. LesArt nutzt diese als zuverlässige Auswahl.
LesArt fungiert als Koordinator und Kooperationspartner kinder- und jugendliterarischer Aktivitäten in Berlin, Deutschland und über dessen Grenzen hinaus. In diesem Sinne initiiert und multipliziert das Literaturhaus Veranstaltungsmodelle für Kinder, Jugendliche und Erwachsene in Berlin außerhalb des Hauses, bundesweit und in anderen Ländern.

## Ausstellungen (Auswahl)
Regelmäßig sind in den Galerieräumen des Hauses Ausstellungen mit Illustrationen von Kinder- und Jugendbuchillustratoren zu sehen:
- 1995: Flügel hat mein Schaukelpferd – Österreichische Illustrationen und Kinderbücher, gemeinsam mit dem Internationalen Institut für Jugendliteratur und Leseforschung in Wien
- 1998: s’il vous plait ... dessine-moi la nuit! Bitte zeichne mir die Nacht! – Acht Bilder und vierhundert Bücher deuten die Welt auf Französisch, gemeinsam mit dem bureau du livre de jeunesse, dem Institut français und der Botschaft der Republik Frankreich
- 1999: Von A wie Avonturen bis Z wie Zärtlichkeit – Bilder-, Kinder- und Jugendbücher aus Flandern und den Niederlanden, mit exlibris flandria, dem Nederlands Literair Productie- en Vertalingenfonds, dem Kinderbuchmuseum Den Haag und der Botschaft des Königreiches der Niederlande[6]
- 2000: In die Welt hinaus – Bilder und Bücher von Eric Carle, gemeinsam mit dem Gerstenberg Verlag
- 2001: Sechse kommen durch die Welt – Wurzeln, Wanderungen, Widersprüche in Original- illustrationen von Eric Carle, Leo Lionni, Peter Sís, Grégoire Solotareff, Tomi Ungerer und Ed Young, gemeinsam mit dem Bilderbuchmuseum in Troisdorf[7]
- 2002: Elizabeth Shaw  [1920 - 1992] – Stadt-Land-Ansichten (2002)
- 2003: Eins zwei drei Tier, trauriger Tiger, Echs kurz nach Sechs und andere skurrile Geschöpfe – Illustrationen, Plakate, Figuren, Bilderrätsel von Nadia Budde
- 2005: ABC tut nicht W – Illustrationen und Werke rund um das Alphabet zu Texten von Bertolt Brecht und Edward Lear, Originale von Franz Zauleck und Studierenden der HTW[8]
- 2005: Zwölf mit der Post – Scherenschnitte zu Märchen von Hans Christian Andersen, gemeinsam mit den Nordischen Botschaften, Berliner Jugendbibliotheken und Schulen aus zwölf Bezirken anlässlich des Internationalen Kinderbuchtages am 2. April
- 2006: Freistoß für Franz – Originalillustrationen und Texte von A bis Z, vorgelegt und zugespielt von Karsten Teich, angenommen und platziert von LesArt[9]
- 2007: In Giraffe steckt der Affe, doch im Turm nicht der Wurm – Originale und Illustrationen von Isabel Pin nebst Gedichten zu allerlei Getier[10]
- 2008: Chen Jianghong – Illustration und Malerei, gemeinsam mit dem Bilderbuchmuseum Troisdorf, dem Museum Haus Löwenberg in Gengenbach, dem Museum im Schloss Pyrmont und dem Moritz Verlag[11]
- 2009: Poesie für Kinder – Illustrationen zu Weltliteratur von Aljoscha Blau, Jenny Brosinski, Klaus Ensikat, Tobias Krejtschi, Isabel Pin und Sabine Wilharm, gemeinsam mit dem Kindermann Verlag (2009)[12]
- 2011: Schnipsel Skizzen Bücher – Originale Bilderwelten von Julia Friese[13]
- 2012: Die Weite hinter den Worten – Buchillustrationen im Original von Aljoscha Blau
- 2012/13: ... so leben sie noch heute. Zehn Märchen der Brüder Grimm in Illustrationen aus 200 Jahren – 100 Buchillustrationen zum 200. Geburtstag von Grimms Märchen
- 2014: Ich bin klein, aber wichtig – Die Kinderrepublik des Janusz Korczak, dargestellt in historischen Fotos und aktuellen Illustrationen von Iwona Chmielewska und Gabriela Cichowska, gemeinsam mit der Internationalen Jugendbibliothek in München[14]
- 2015: Über Tisch und Bänke – Die einzigartige Bilderwelt der Ilon Wikland, in Zusammenarbeit mit  Ilons Wunderland in Haapsalu und der Estnischen Botschaft Berlin[15][16][17]
- 2016: Kein wildes Tier – Geschöpfe und Geschichten des Herrn Meschenmoser[18][19][20]
- 2017: It's always tea-time – Eine Ausstellung mit Originalen von 72 Künstlern aus 16 Ländern zu Alice im Wunderland[21][22], kuratiert vom Estnischen Kinderliteraturzentrum
- 2019: Die unendliche Geschichte – Originale von Sebastian Meschenmoser zum Klassiker von Michael Ende[23][24]
- 2020: AUSERLESENES – Eine LesArt-Ausstellung mit Erzählbildern von 17 Bilderbuchkünstler*innen – mit Originalen von Martin Baltscheit, Aljoscha Blau, Nadia Budde, Antje Damm, Julia Friese, Jacky Gleich, Stefanie Harjes, Susanne Janssen, Vitali Konstantinov, Tobias Krejtschi, Sebastian Meschenmoser, Anja Mikolajetz, Julia Neuhaus, Iris Anemone Paul, Isabel Pin, Karsten Teich und Sabine Wilharm.[25]
- 2021: Von Marrakesch bis Bagdad – Illustrationen aus der arabischen Welt[26], gemeinsam mit der Internationalen Jugendbibliothek in München
- 2022: Von Anna Humpelhexe bis Zacharias Zappelbein – Wagemut und Wandel in Originalillustrationen zu Texten von Franz Fühmann, in der Ausstellung vertretene Künstler waren Eberhard Binder, Ingeborg Friebel, Annegert Fuchshuber, Jacky Gleich, Angela Hampel, Egbert Herfurth, Susanne Janssen, Werner Klemke, Nuria Quevedo, Dieter Wiesmüller und Gertrud Zucker[27]
- 2023: 30 Jahre LesArt – AUSERLESENES. Jubiläumsausstellung zum 30. Geburtstag des Berliner Zentrums für Kinder- und Jugendliteratur. In der Ausstellung sind zusätzlich zu den 2020 bereits mit je einem Original vertretenen Künstlern folgende hinzugekommen: Kristina Andres, Iwona Chmielewska, Sonja Danowski, Klaus Ensikat, Egbert Herfurth, Ulrike Möltgen, Jörg Mühle, Eva Muggenthaler, Agrafka, Peter Sís, Shaun Tan, Thé Tjong-Khing und Mehrdad Zaeri[28]

## Weitere Projekte und Kooperationen
Regelmäßig arbeitet LesArt mit Berliner Kultureinrichtungen zusammen:
- In Kooperation mit dem Kinder- und Jugendprogramm des Internationalen Literaturfestivals Berlin (ilb) sind seit 2003 im Zeitraum des Festivals Autoren des ilb zu Gast bei LesArt.[29]
- Im Literaturhaus Berlin finden die Erlesenen Sonntage statt.[30]
- LesArt beteiligt sich am Poesiefestival Berlin, veranstaltet von der Literaturwerkstatt Berlin.[31][32]
- 2001 veranstalteten die Berliner Literaturhäuser gemeinsam das Festival ortsversetzt.[33]
- Mit dem Jugendtheater des Deutschen Theaters – Junges DT – gibt es verschiedene Kooperationen.[34]
- Seit vielen Jahren wird LesArt u. a. vom Goethe-Institut beauftragt, in verschiedenen Ländern weltweit Workshops für Lehrer, Erzieher und Bibliotheksmitarbeiter zu geben, so z.Bsp. in Kiew[35], in Warschau[36], Granollers[37] und Wien[38].
- Seit 1997 laden LesArt und die Berliner Öffentlichen Bibliotheken in der letzten Sommerferienwoche Hort- und Kitagruppen im Rahmen von Lesen im Park zu Lesungen, literarischen Spielen und bildkünstlerischen Workshops in Parkanlagen und auf Spielplätze ein.[39][40][41][42]
- Seit vielen Jahren arbeitet LesArt mit dem Evangelischen Johannesstift Berlin und der Kampagne Kinder beflügeln zusammen. Das Johannesstift ist an Lesen im Park beteiligt und LesArt-Mitarbeiter gestalten auf dem Stiftsgelände zehn Lesenächte pro Jahr.[43]
- 2018 kam es unter dem Motto "Was bewegt die Welt? – 25 Jahre LesArt" zu über 50 Kooperationsveranstaltungen mit 25 Partnern des Berliner Stadtlebens. Ziel war es, Kinder- und Jugendliteratur an Orte zu bringen, die in ausgewählten Büchern eine Rolle spielen bzw. thematisch passen. Veranstaltungsorte waren u. a.[44]
  - das Berliner Medizinhistorisches Museum zu den Fällen des Sherlock Holmes von Arthur Conan Doyle
  - die BSR zum Buch Momo von Michael Ende
  - die BVG zum Sachbuch Entdecke deine Stadt von A. Leitzgen und L. Rienermann
  - die Degewo zum Buch Rico, Oskar und die Tieferschatten von Andreas Steinhöfel
  - die Draussenwerber zum Buch Kai aus der Kiste von Wolf Durian
  - das Jüdische Museum Berlin zum Buch Blumkas Tagebuch von Iwona Chmielewska
  - das Käthe-Kollwitz-Museum Berlin zum Buch Akim rennt von Claude K. Dubois
  - das Museum für Kommunikation Berlin zum Buch Unheimliche Begegnungen auf Quittenquart von Nadia Budde
  - die Reederei Riedel zu Kinderbüchern von Joachim Ringelnatz

## Publikationen
Einmal im Jahr erschien bis 2022 die von der Gemeinschaft zur Förderung von Kinder- und Jugendliteratur herausgegebene Empfehlungsliste Der Rote Elefant. Seit 2023 erschienen die Rezensionen online. Dafür sichten jährlich etwa fünfzehn Fachleute Bilder-, Kinder- und Jugendbücher aus der Herbstproduktion des Vorjahres und der Frühjahrsproduktion des Erscheinungsjahres. Ausschlaggebend für jede Empfehlung sind gesellschaftlich relevante Themen, ästhetische Qualität und Bedeutsamkeit für die Entwicklung von Kindern und Jugendlichen.
Ferner erschienen verschiedene Begleitpublikationen zu Ausstellungen.